# Honda S360
Honda S360 – prototyp samochodu sportowego zbudowanego przez japoński koncern motoryzacyjny Honda w 1962 roku. 

## Historia i opis modelu

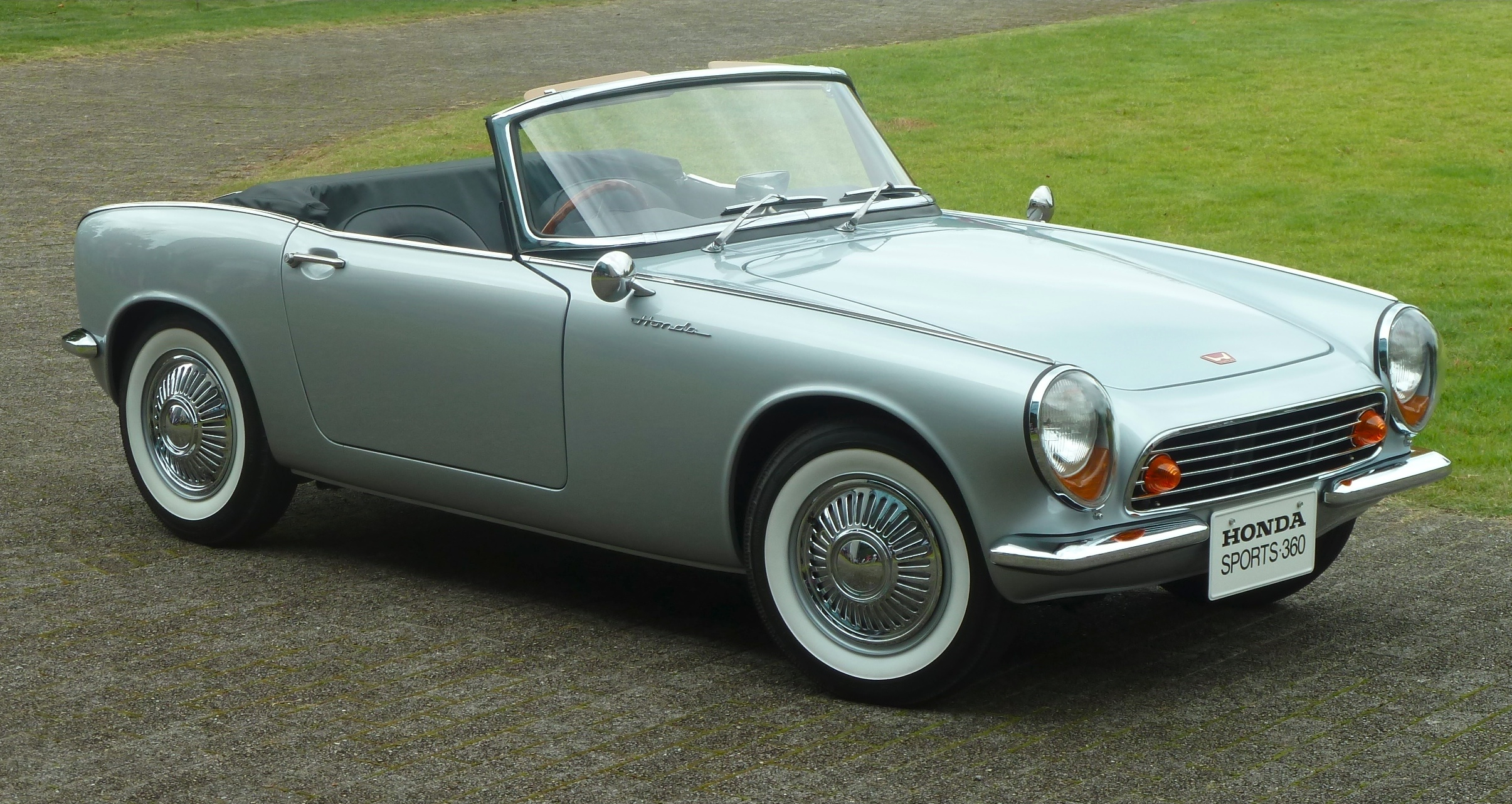
Honda S360

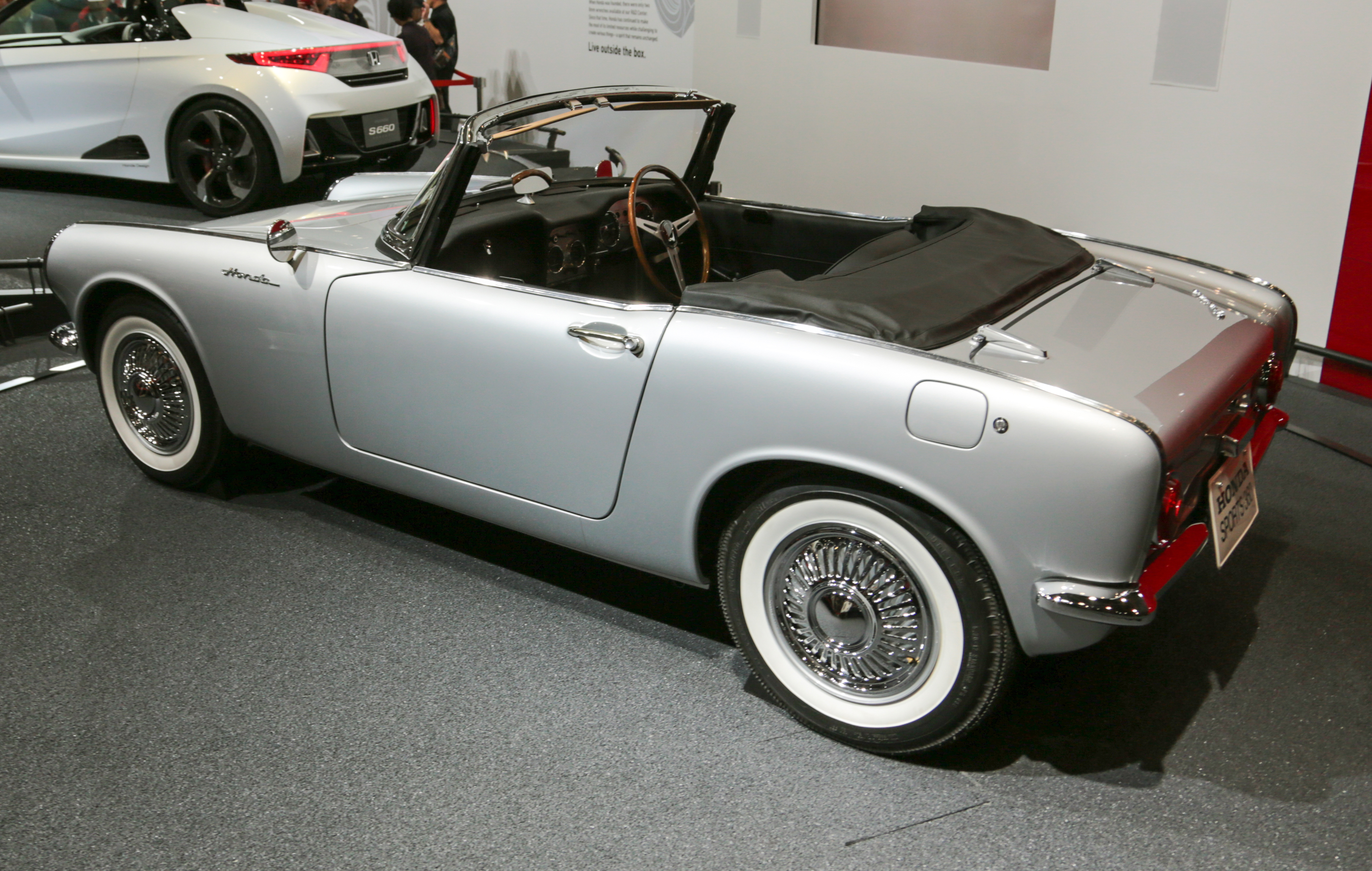
Honda S360 - profil

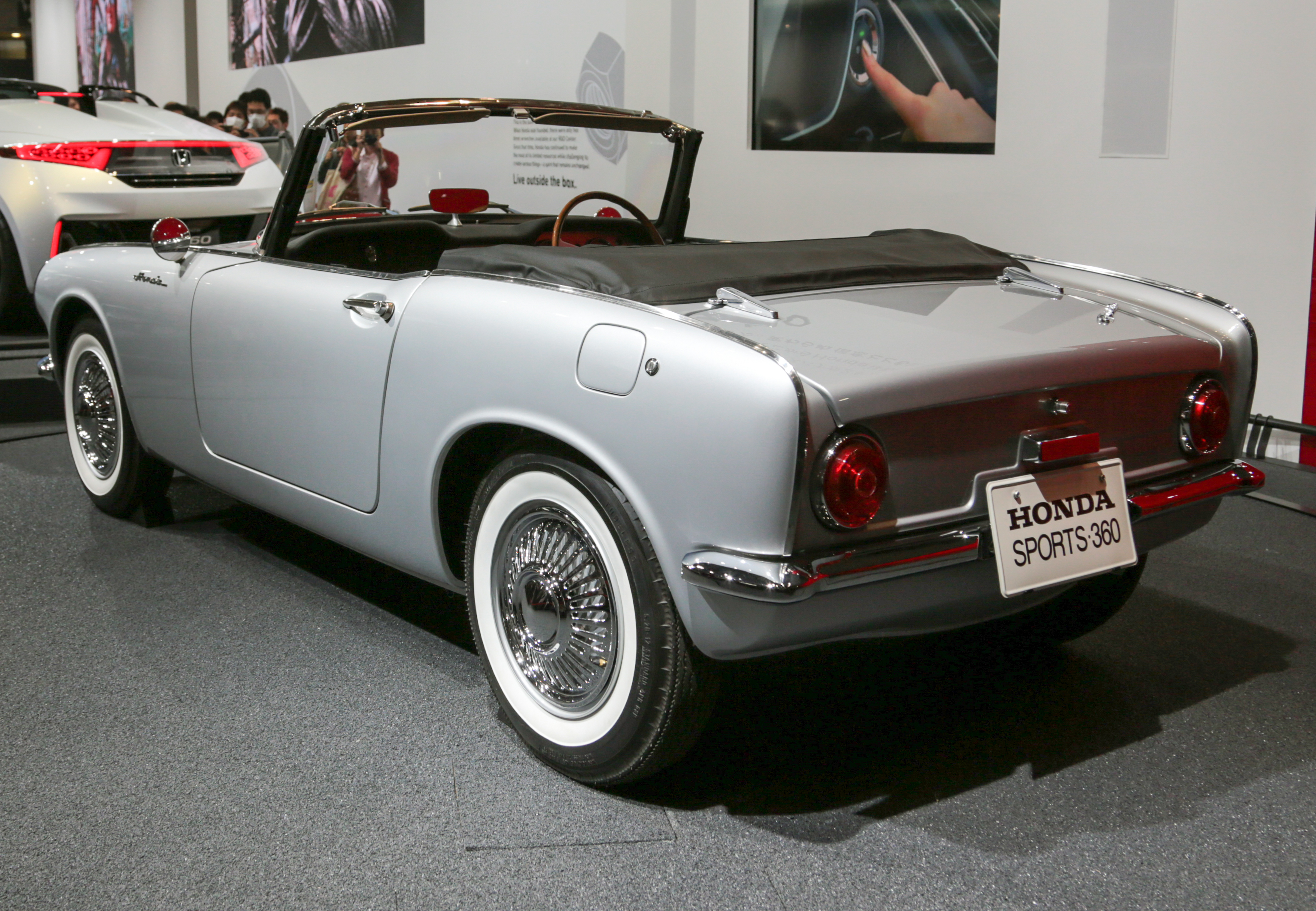
Honda S360 - tył

Historia budowy pojazdu sięga roku 1955, kiedy Ministerstwo Handlu Międzynarodowego oraz Przemysłu Japonii ogłosiło promocyjny program o nazwie "People's Car", który przewidywał zbudowanie czteromiejscowego pojazdu rozwijającego prędkość 100 km/h, wycenionego na 150 000 jenów. Wynikiem pracy ponad 50 inżynierów był model S360, po raz pierwszy oficjalnie zaprezentowany 5 czerwca 1962 roku podczas 11. Ogólnego Posiedzenia Zgromadzenia Ogólnego w Suzuce.

### Silnik
Prototyp wyposażony został w czterocylindrową benzynową jednostkę napędową DOHC o następującej specyfikacji:
- R4 0,4 l (356 cm³)
- Układ zasilania: gaźnik
- Moc maksymalna: 33 KM (24,5 kW) przy 9000 obr./min
- Maksymalny moment obrotowy: 26,5 N•m przy 7000 obr./min
- Prędkość maksymalna: 120 km/h